# کینوکسالین
کوئینوکسالین (به انگلیسی: Quinoxaline) با فرمول شیمیایی C8H6N2 یک ترکیب شیمیایی با شناسه پاب‌کم ۷۰۴۵ است؛ که جرم مولی آن ۱۳۰٫۱۵ گرم بر مول می‌باشد.